# ورد تبتي
ورد تبتي (الاسم العلمي:Rosa tibetica) هو نوع من النباتات يتبع جنس الورد من الفصيلة الوردية.